# Psychotria lucidifolia
Psychotria lucidifolia är en måreväxtart som beskrevs av Paul Carpenter Standley. Psychotria lucidifolia ingår i släktet Psychotria och familjen måreväxter. Inga underarter finns listade i Catalogue of Life.